# アレクサンドラ・ブレッケンリッジ
アレクサンドラ・ブレッケンリッジ（Alexandra Breckenridge, 1982年5月15日 - ）は、アメリカ合衆国の女優である。

## 出演作品

### テレビ
- メン・アット・ワーク
- トゥルーブラッド（カテリーナ）
- リーガル・バディーズ フランクリン&バッシュ
- アメリカン・ホラー・ストーリー（モイラ・オハラ（若年））
- Dirt（ウィラ・マクファーソン）
- サイク/名探偵はサイキック?
- ミディアム　霊能者アリソン・デュボア
- 犯罪捜査官ネイビーファイル
- チャームド〜魔女3姉妹〜
- ウォーキング・デッド（2015-2016)
ジェシー・アンダーソン
シーズン5：サブ・キャスト
シーズン6：メイン・キャスト
- THIS IS US/ディス・イズ・アス
- ヴァージンリバー Virgin River (2019-) 主演・メル役

### 映画
- アメリカン・ピーチパイ
- ロミーとミッシェルの場合 セレブ入門編
- ルール3
- レッド・クラン
- ビッグ・ライアー